# Canet lo Roig
Canet lo Roig – gmina w Hiszpanii, w prowincji Castellón, we wspólnocie autonomicznej Walencja, o powierzchni 68,68 km². W 2011 roku liczyła 836 mieszkańców.